# The Kingston Trio
The Kingston Trio est un groupe américain de musique folk et de pop originaire de Palo Alto, en Californie. Il contribua au renouveau de la musique folk aux États-Unis de la fin des années 1950 à la fin des années 1960.

## Création et succès
Le groupe est constitué en 1957 de Bob Shane, Nick Reynolds et Dave Guard. Ils relancent des thèmes classiques de la musique folk américaine, dans une approche contemporaine mêlée d'humour qui rencontre un immense succès aux États-Unis à partir de leur titre Tom Dooley qui les rend célèbres en 1958.
Dave Guard quitte le groupe quatre ans après, pour être remplacé par John Stewart jusqu'en 1967, date à laquelle le groupe se sépare. L'influence du style du Kingston Trio sur le renouveau de la musique folk est considérable, même si la vague du rock 'n' roll éclipse leur succès à partir de la fin de l'année 1963.

## Reprise du groupe
Bob Shane relance le nom du groupe dès 1968 avec le New Kingston Trio — qui redevient le Kingston Trio en 1972 — puis le groupe évolue au fil des années avec différents musiciens — dont un retour du cofondateur Nick Reynolds pendant plusieurs années — ; le groupe est composé depuis 2005 de Bill Zorn, George Grove et Rick Dougherty.